# Tuzi
Tuzi (em cirílico servo-montenegrino Тузи) é uma cidade do Município de Podgorica.
Está situada entre a cidade de Podgorica, capital do Montenegro, e a fronteira com a Albânia, a poucos quilómetros a do Lago Escútare. A localização exata de Tuzi é 42°21′56″N, 19°19′53″E.
Tuzi tem apenas 3789 residentes, de acordo com os censo de 2003. Quase todos estes habitantes são de origem 
albanesa, mais precisamente da região de Malësi, que já povoam o local desde a Idade Média, tendo-se estabelecido ali com as suas crianças, crescido, enriquecido e fomentado a cultura montenegrina e enfrentado grandes pestes e guerras, entre as quais ficou para a memória a invasão otomana da região.
Mesmo assim, mantiveram muitos dos seus costumes e, inclusive, a religião profundamente católica. A maioria dos residentes de Tuzi são, aliás, católicos.
Para além da invasão do Império Otomano a localidade do Município de Podgorica, sobreu com a Guerra das Balcãs, que teve como efeito maior na região a devastação.
Até 2006 a região constituia parte da Sérvia e Montenegro. Contudo foi neste ano que o Montenegro conseguiu a indepêndia face à Sérvia depois de várias tentativas frustradas, e a cidade de Tuzi pertence hoje à República do Montenegro, integrando o município que alberga capital do país e que, por acaso, tem o mesmo nome que esta.